# Mrówieniec

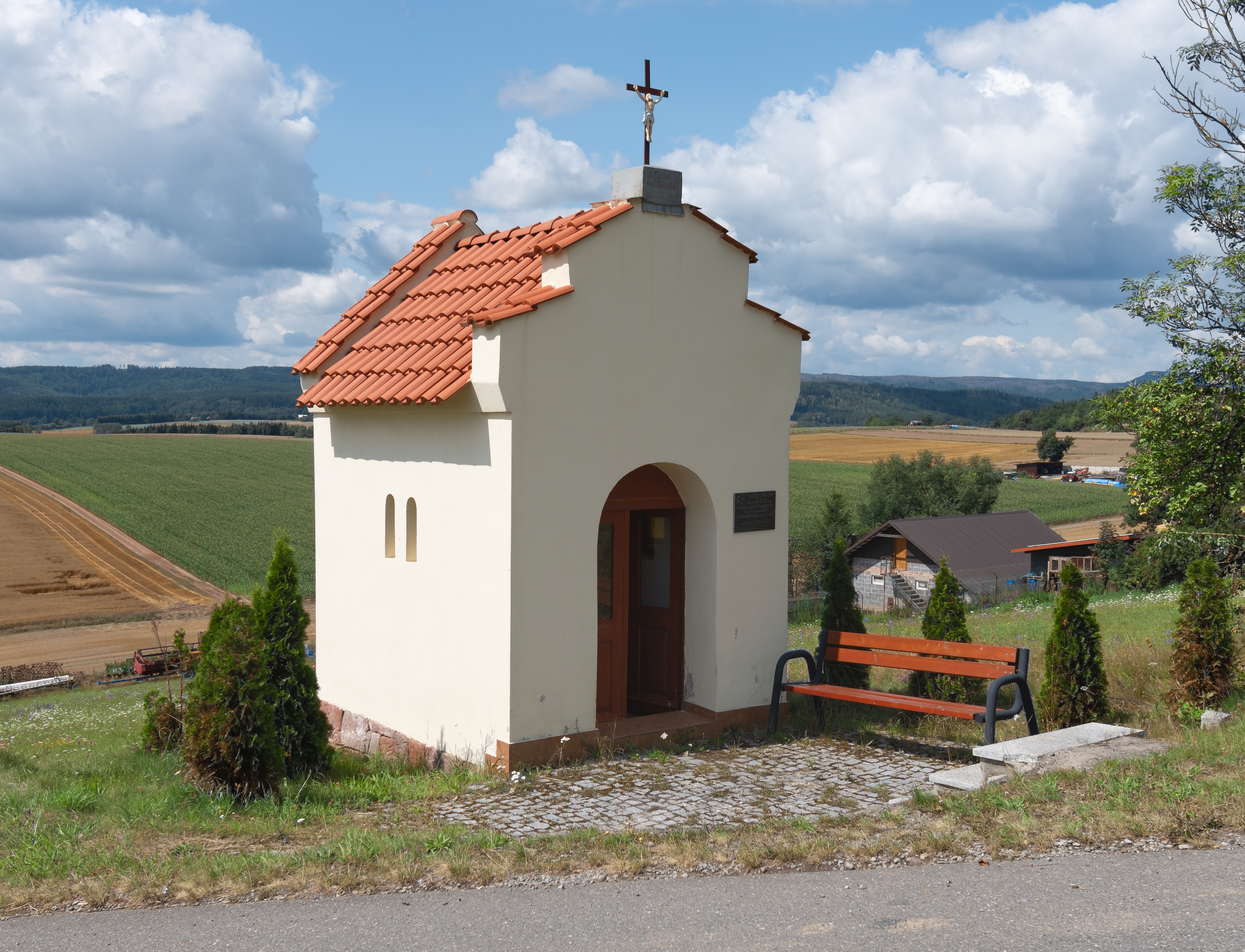
Kapliczka przydrożna w Mrówieńcu

Mrówieniec (niem. Finkenhübel b. Seifersdorf) – przysiółek wsi Suszyna w Polsce, położony w województwie dolnośląskim, w powiecie kłodzkim, w gminie Radków. 
W latach 1975–1998 przysiółek administracyjnie należał do województwa wałbrzyskiego.

## Położenie
Mrówieniec to niewielka osada leżąca we Wzgórzach Ścinawskich, pomiędzy Raszkowem na zachodzie i Suszyną na wschodzie, na wysokości około 430–460 m n.p.m.

## Historia
Mrówieniec powstał najprawdopodobniej w drugiej połowie XVIII wieku i rozwinął się dopiero w pierwszej połowie XIX wieku. W latach 1830–1840 wydobywano grafit wysokiej jakości, o czystości do 80,00%. W 1840 roku było tu 40 budynków, a więc osada dorównywała wielkością Suszynie. Od połowy XIX wieku miejscowość stała się znana ze względu na znajdywane w okolicy agaty i ametysty.

## Zabytki
W Mrówieńcu znajdują się następujące zabytki:
- przy skrzyżowaniu dróg stoi kapliczka domkowa z XIX wieku,
- kilka murowanych domów mieszkalnych z XIX wieku.